# Zablokování Suezského průplavu 2021
Suezský průplav byl ve dnech 23.–29. března 2021 zablokován poté, co se v něm vzpříčila 400 metrů dlouhá a 59 metrů široká kontejnerová loď Ever Given. Loď byla na cestě z malajsijského Johoru do nizozemského Rotterdamu. Při průjezdu Suezským průplavem z Rudého do Středozemního moře čelila písečné bouři a poryvům větru o síle 74 km/h, což pravděpodobně zapříčinilo pootočení přídě vpravo a loď se tak zaklínila mezi oba břehy. Plula v konvoji dvaceti plavidel jako pátá v řadě. K události došlo v místech mezi městem Suez a Velkým Hořkým jezerem. Doprava v průplavu byla v obou směrech zablokována po dobu 6 dní, dokud se nepodařilo loď vyprostit.

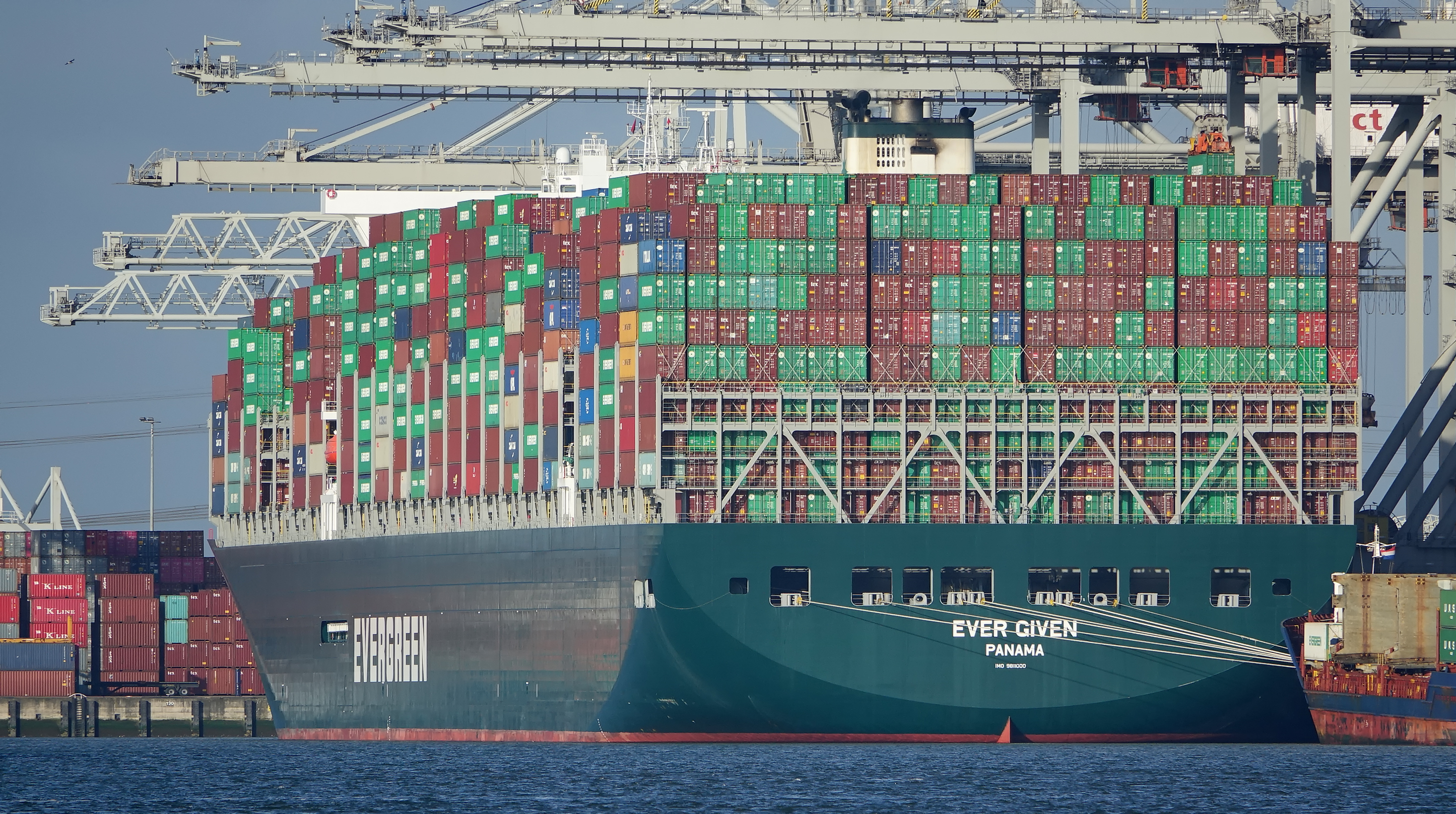
Kontejnerová loď Ever Given v roce 2020

Správa průplavu pověřila nizozemskou společnost Royal Boskalis Westminster řízením záchranných operací. Uzavření frekventované vodní cesty mělo negativní dopad na obchodování mezi Evropou, Asií a Blízkým východem. Ve frontě na průjezd čekalo den před uvolněním nejméně 369 lodí. Některé lodě se vydaly alternativní trasou kolem afrického Mysu Dobré naděje. Tato cesta je přibližně o dva týdny delší a lodě na ní musí čelit riziku pirátství. Denně průplav využívá asi 50 lodí, čímž se realizuje asi 12 % světového obchodu. Po vyproštění byla loď Ever Given odtažena do Velkého Hořkého jezera. Způsobené obchodní škody byly odhadovány na 9,6 miliardy dolarů. Nehoda částečně zasáhla také několik českých firem. Poslední čekající loď proplula průplavem 3. dubna.
Egyptská vláda loď 13. dubna zabavila, protože provozovatel zatím neuhradil způsobenou škodu ve výši 916 milionů dolarů. Loď, která byla v roce 2018 vyrobena v Japonsku, provozuje společnost Evergreen Marine se sídlem v tchajwanském Tchao-jüanu. Byla registrována v Panamě a posádku tvořili Indové. Při incidentu nebyl nikdo z posádky zraněn a také loď nebyla vážněji poškozena. Průplav byl uzavřen také v letech 1967–1973. Po ukončení jomkipurské války byl znovu otevřen.

## Ohlas v kultuře
V komiksu Cesta kolem světa za 80 dní, uveřejňovaném v časopisu Čtyřlístek, vyšla v srpnu 2021 v čísle 710 epizoda, kdy se Phileas Fogg na cestě kolem světa zdrží v Suezském průplavu, zablokovaném napříč lodí společnosti Great Eastern. Vyproštění má trvat 6 dní. Náhle však zasáhne kapitán Nemo a loď odtlačí.